# Patricia Simpson
Pour les articles homonymes, voir Simpson.
Patricia « Pat » Simpson (née le 9 décembre 1945) est une biologiste britannique. Ses intérêts de recherche incluent la biologie des organismes, l'évolution et l'écologie, et elle se distingue pour ses travaux sur le développement et l'évolution des insectes. 

## Biographie
Patricia Simpson obtient son doctorat en 1976 de l'Université Pierre-et-Marie-Curie (Paris VI).
De 2003 à 2010, elle enseigne en tant que professeur la biologie comparée à l'université de Cambridge, avant de devenir directrice de la recherche de l'université pour l'année universitaire 2010-2011. Elle est actuellement professeure émérite du département de zoologie de l'université de Cambridge, après avoir été professeur d'embryologie comparée, et membre du Newnham College.

## Travaux
Patricia Simpson se consacre à l’étude du développement et de l’évolution des insectes. En particulier, elle explore la formation de motifs des poils sensoriels des drosophiles, ce qui sera l’objet de sa principale découverte,  montrant que la formation des motifs et la croissance des poils sont régulés par le même mécanisme. 
Elle démontre, au moyen d’une étude de la mosaïque génétique, que les cellules se développent en structures particulières, grâce à des interactions locales avec les cellules voisines, permettant de déterminer quelles cellules sont actives et vont former des poils et quelles cellules sont inhibées, prenant alors un rôle de cellule de l’épiderme

## Distinctions
- 1993 : lauréate de la médaille d'argent du Centre national de la recherche scientifique (CNRS)[4]
- 2000 : élection en tant que membre de la Royal Society[3]
- 2008 : lauréate de la Médaille Waddington de la Société Britannique de Biologie du Développement
- 2011 : nomination en tant que membre honoraire du Newnham College de Cambridge en tant que professeur émérite d’embryologie comparative[2]